# Kubaard
Kubaard (officieel, Fries: Kûbaard, [ku’ba:t]) is een dorp in de gemeente Súdwest-Fryslân, in de Nederlandse provincie Friesland. Kubaard ligt ten noordwesten van Wommels en ten zuidoosten van Lollum aan de noordkant van de Kubaardervaart. Ten oosten loopt de N359 en ten westen de Slachtedijk.
In 2023 telde het dorp 225 inwoners. In het postcodegebied van Kubaard liggen de buurtschappen De Grits en Zwarte Beien.

## Geschiedenis
Het dorp is ontstaan op een terp. Rondom deze terp lagen nog een aantal kleinere terpen. 
In de tweede helft van de 13e eeuw werd de plaats vermeld als Cubawerth, in 1335 als Cubanwerd, in 1420 als Cubaerdt, in 1453 als Kubaerd en in 1505 als Cubaerd. De plaatsnaam zou duiden op een bewoonde hoogte (werth) die bewoond werd door de persoon Cuba.
In 1893 werd begonnen met het afgraven van de terp Jorum ten noorden van Kubaard. Op 16 maart 1896 werd de helft van de bovengrond van de terp geveild. Het dorp is in de 20ste en 21ste eeuw licht gegroeid met enkele nieuwbouwstraten.
Tot de gemeentelijke herindeling van 1984 lag Kubaard in de voormalige gemeente Hennaarderadeel. Daarna kwam het dorp in de gemeente Littenseradeel te liggen. Per 1 januari 2018 splitste de gemeente Littenseradeel zich op en kwam Kubaard in Súdwest-Fryslân te liggen.

## Kerk
De hervormde kerk van Kubaard is een eenbeukige kerk uit de 13e of 15e eeuw. De muren van de kerk werden in 1874 bepleisterd waardoor de kerk er minder oud uit ziet. In 1885 werd de middeleeuwse zadeldaktoren vervangen door een toren met een spits.

## Sport
Het dorp heeft een kaatsvereniging, Ús Nocht geheten die opgericht werd 1948. Verder zijn er twee biljartverenigingen.
Sinds 1987 is er op elke eerste zaterdag van oktober de ‘Hurdrindei’, waarbij 120 à 140 hardlopers verschillende afstanden kunnen afleggen.

## Cultuur
Het dorp heeft een dorpshuis it Mienskipshûs, dit was eerder een dorpscafé.
Sinds de jaren 90 van de twintigste eeuw wordt er om de twee tot drie jaar een kunstmanifestatie gehouden, waarbij de in het dorp woonachtige professionele en amateurkunstenaars hun ateliers openstellen voor publiek.

## Onderwijs
In Kubaard stond een basisschool, De Reinbôge, maar de school moest in 2016 sluiten wegens te weinig leerlingen. Ook de peuterspeelplaats Pjuttewille werd dat jaar gesloten.

## Energiedorp
Duurzame energie is een belangrijk thema in het dorp. De in 1993 opgerichte Kubaarder Stichting WIEK staat ieder jaar een kwart van de winst af aan het dorpsbelang. De stichting bezit één Bonus windturbine en participeert voor 25% in twee Vestas windturbines. Deze produceerden in 2008 drie keer het totale stroomverbruik van het dorp.
Alle windmolens rond Kubaard produceerden in dat jaar twintig keer het dorpsverbruik. Tevens draaide basisschool De Reinbôge door middel van zonnepanelen voor 70% op groene energie. In 2009 won Stichting WIEK met zijn activiteiten de Fryske Natuer- en Miljeupriis, uitgereikt door de Fryske Nasjonale Partij.

## Geboren in Kubaard
- Petronella Moens (1762-1843), schrijfster en dichteres
- Cornelis Ynses Reen (1779-1848), boer en kortebaanschaatser
- Jan Thomas Ferdinand Huguenin (1829-1875), burgemeester
- Hilbrandt Boschma (1869-1954), evangelist, schoolmeester, theoloog en schrijver
- Theunis Piersma (1952-), politicus